# Famille de Lantwyck
« La partie la plus ancienne est bien certainement cette grande tour dorée par le lichen… C'était la tour de refuge, le donjon. »

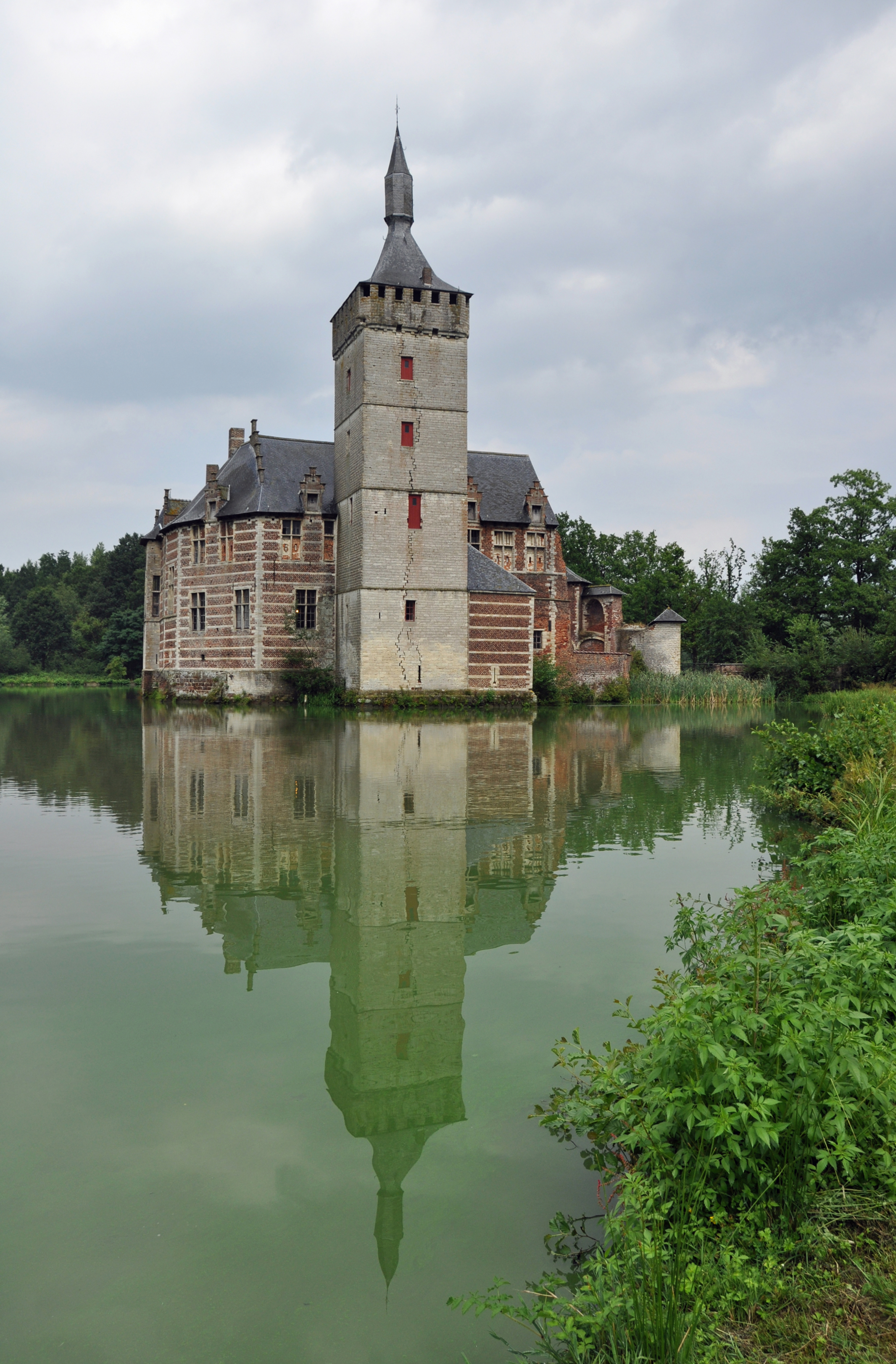
Le château de Horst dont l'histoire remonte au XIIIe siècle quand Rode échut dans les mains des Lantwyck.
La partie la plus ancienne est bien certainement cette grande tour dorée par le lichen… C'était la tour de refuge, le donjon.

La famille de Lantwyck est une ancienne famille d'origine chevaleresque.

## Généralités
Au XIIIe siècle, Mathilde de Lantwyck, fille d'Arnold, chef de nom et d'armes de la famille de Lantwyck, épouse Godefroid de Gossoncourt, seigneur de Gossoncourt et de Vaalbeek.
Le fils d'Adam, Jean de Lantwyck, sire de Horst, seigneur de Vorselaer, Rethy, Blanden, épouse le 27-3-1292 Marguerite de Brabant, dite de Tervueren, bâtarde légitimée de Jean Ier de Brabant. Sa fille Margarete, épouse de Gérard de Duffel, sire de Rethy, à laquelle Jean III, duc de Brabant, donne heritablement son vivier à Ixelles, près de Bruxelles, la qualifie expressément sa cousine.  Au XIVe siècle, Marie de Lantwyck, sœur du chevalier Jean de Lantwyck, seigneur de Blanden (1388) et de Vaalbeek (1394), dernier sire de Horst, épouse du chevalier Jean van Kraainem, est dame de Rethy.

## Armes
La famille féodale de  Rode dite de Lantwyck portait : d'argent à trois fleurs de lis au pied coupé de gueules (Rode ), au franc-quartier d'or a trois pals de gueules (Berthout, seigneurs de Malines ). Le franc quartier est parfois brisé d'un franc quartier d'hermines qui est, Berthout de Duffel, seigneurs de Rethy. Cimier : une fleur de lis de l'écu. (nombreuses variantes)

de Lantwyck XIIIe siècle-XIVe siècle
de Lantwyck (Rethy)

La branche bâtarde portait: d'argent à une fleur de lis de sable, au chef d'or à trois pals de gueules (Berthout, seigneurs de Malines). Cimier : une colombe essorante.

de Lantwyck XVe siècle-XVIIIe siècle

## Familles alliées aux Lantwijck
Dans l'ordre des alliances :
Van LANTWIJCK  - DE MUYSER  - GIELYS alis ZOETEN - HANNART - COOSMANS - Van OPHEM alias GHELTS - Van der BIEST - Van BORRE - Van BRUYSTEM - DE MUNTER - DE BLANCQUEDAMME - DEL BRIERE - TRUYS - D'OUPAYE - Del FALLIZE - MIEUX - BECQUET -  De BEAUSART - EVERAERTS - Van PAMEL - JACQUES - RALIS - Van HAEGENDOREN - Van ERSCHOT - Van GROENENDAEL - COLLART  - THIRY - BEAUFAUX

## Branche actuelle subsistante van Lantwyck puis van Landewyck
Le Chanoine Jean Cassart, dans son étude sur cette famille, étudie la descendance d'une branche qui s'établira à Louvain puis à Betekom et Rillaar, et issue de Jooris van Lantwijck, décédé avant le 19 octobre 1573 à Louvain. Celui-ci est l'ancêtre de Herman van Landewijck, baptisé à Betekom le 27 avril 1685 qui épousa le 12 février 1709 Marie van de Velde. La descendance subsistante de cette famille porte toujours le nom van Landewyck.

### Liens externes

Armes d'alliance de Jean de Lantwyck et Marguerite de Brabant
(27 mars 1292).